# Chandramukhi Basu
Chandramukhi Basu (1860-1944) est une Indienne connue pour être la première femme de ce pays à obtenir un diplôme universitaire en arts, First Arts (F.A.). Avec Kadambini Ganguly, elle est aussi l'une des premières femmes diplômées universitaires de l'Empire britannique.

## Jeunesse
En 1883, elle et Kadambini Ganguly sont diplômées du Bethune College et deviennent ainsi les premières femmes graduées universitaires de l'Empire britannique.

## Carrière
Elle commence sa carrière au Bethune College  en 1886. Le Collège faisait encore partie de la Bethune School alors, mais s'en sépare en 1888.  Elle en devient la directrice, donc la première femme à la tête d'un établissement de niveau universitaire en Asie du Sud.